# Барабан (линейный корабль)
«Барабан» или «Трумель» (от нем. trommel — барабан) — парусный линейный корабль Азовского флота Российской империи пятого ранга, построенный кумпанством боярина Ф. П. Шереметьева.

## Описание судна
Построенные для Азовского флота корабли, в числе которых был и «Барабан», первоначально были названы баркалонами (от итал. barca longo — длинная барка), однако фактически соответствовали кораблям 5-го класса по принятой в Европе в конце XVII века классификации и в последующие годы во всех документах числились в качестве кораблей. Представляли собой двух- или трехмачтовые корабли с прямым и косыми парусным вооружением, вооружались 26—46 орудиями различного калибра, включавшие двух-, четырёх-, шестифунтовые орудия и дробовики.
Длина корабля составляла 34,9 метра, ширина — 7,5 метра, а осадка по сведениям из различных источников от 2,6 до 2,65 метра. Вооружение судна в разное время могли составлять от 26 до 36 орудий, а экипаж состоял из 135 человек.
Как и все корабли, построенные кумпанствами, отличался несовершенством конструкции и низким качеством выполнения работ по постройке.

## История службы
Линейный корабль «Барабан» был заложен кумпанством боярина Ф. П. Шереметьева на Воронежской верфи в 1697 году и после спуска на воду в мае 1699 года вошёл в состав Азовского флота России. Строительство вёл кораблестроитель К. Серейсен, затем корабль перестраивался другим кораблестроителем — Л. Чапманом.
В апреле 1702 года корабль был переведён из Воронежа в устье Дона.
В 1710 году корабль «Барабан» был разобран в районе села Трушкино.

### Комментарии
1. ↑  По другим данным М. П. Шереметьева.
2. ↑  114 футов 6 дюймов.
3. ↑  24 фута 8 дюймов.
4. ↑  8 футов 8 дюймов.